# Meat Is Murder
Az 1985-ös Meat Is Murder a The Smiths második nagylemeze. Ez az együttes egyetlen number one albuma az Egyesült Királyságban, 13 hétig maradt a brit albumlistán. Az Egyesült Államokban a 110. helyig jutott. 2003-ban 295. lett a Rolling Stone Minden idők 500 legjobb albuma listáján. Szerepel az 1001 lemez, amit hallanod kell, mielőtt meghalsz című könyvben.

## Az album dalai
|     | Cím                                                                      | Szerző(k)              | Hossz |
| --- | ------------------------------------------------------------------------ | ---------------------- | ----- |
| 1.  | The Headmaster Ritual                                                    | Morrissey, Johnny Marr | 4:52  |
| 2.  | Rusholme Ruffians                                                        | Morrissey, Marr        | 4:20  |
| 3.  | I Want the One I Can't Have                                              | Morrissey, Marr        | 3:14  |
| 4.  | What She Said                                                            | Morrissey, Marr        | 2:42  |
| 5.  | That Joke Isn't Funny Anymore                                            | Morrissey, Marr        | 4:59  |
| 6.  | How Soon Is Now? (eredetileg nem szerepelt a brit és európai kiadásokon) | Morrissey, Marr        | 6:46  |
| 7.  | Nowhere Fast                                                             | Morrissey, Marr        | 2:37  |
| 8.  | Well I Wonder                                                            | Morrissey, Marr        | 4:00  |
| 9.  | Barbarism Begins at Home                                                 | Morrissey, Marr        | 6:57  |
| 10. | Meat Is Murder                                                           | Morrissey, Marr        | 6:06  |

## Közreműködők
- Morrissey – ének
- Johnny Marr – gitár, zongora
- Andy Rourke – basszusgitár
- Mike Joyce – dob
- The Smiths – producer (minden dal, kivéve a How Soon Is Now?-ot)
- John Porter – producer (How Soon Is Now?)
- Stephen Street – hangmérnök (minden dal, kivéve a How Soon Is Now?-ot)

## Fordítás
Ez a szócikk részben vagy egészben a Meat Is Murder című angol Wikipédia-szócikk ezen változatának fordításán alapul.  Az eredeti cikk szerkesztőit annak laptörténete sorolja fel. Ez a jelzés csupán a megfogalmazás eredetét és a szerzői jogokat jelzi, nem szolgál a cikkben szereplő információk forrásmegjelöléseként.